# محمد شرف الدين
محمد شرف الدين لاعب كرة يد مصري ، ولاعب نادي الزمالك ومنتخب مصر.

## وصلات خارجية
- محمد شرف الدين على موقع أوليمبيديا (الإنجليزية)